# MV Bukoba
MV Bukoba var ett passagerar- och lastfartyg som förliste på Victoriasjön den 21 maj 1996. 
Fartyget var inte särskilt stort och hade 990 eller 1008 personer ombord när hon förliste, man gjorde en uppskattning till att 125 personer kan överlevt men det visade sig sedan vara 112–114. Det var minst 878 omkomna personer. Anledningen att så många omkom berodde på dåliga simkunskaper och att färjan slog runt väldigt fort.
Bland de omkomna fanns bland annat 10 ugandier. Kenyas president Daniel arap Moi utlovade ekonomisk ersättning till offren. En tanzanisk familj sades ha förlorat 25 medlemmar. En körskola med 15 flickor omkom i fartygskatastrofen. Abu Ubaidah al-Banshiri, som då var andreman i al-Qaida, dog i olyckan.
Det finns en publicerad bild på fartyget då det ligger uppochner med fören över vattenytan.